# عیسی زمین‌گرفته

## دستگیری
برای دستگیری عیسی بیش از چهار سال کار اطلاعاتی در عملیات مشترک پلیس مبارزه با مواد مخدر، فرماندهی انتظامی استان هرمزگان و سایر دستگاه‌های اطلاعاتی و امنیتی انجام شد و سرانجام خبر دستگیری او و ۱۸ نفر از اعضای گروه‌ش در مهرماه سال ۱۳۹۳ منتشر شد؛ زمین‌گرفته در هنگام دستگیری‌اش ۳۱ سال سن داشت.

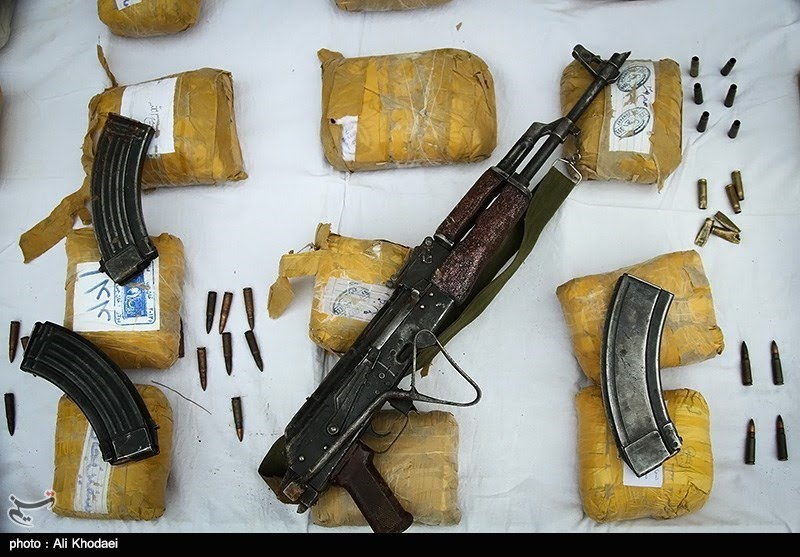
تفنگ و محموله ضبط شده از عیسی زمین‌گرفته

وی در چهره‌های مختلف و پوشش‌های گوناگون فعالیت می‌کرد و حین دستگیری‌اش در حال هدایت محموله قاچاقی به اندازه ۱۰۰ تن موادمخدر به حوزه آب‌های آزاد بود که ناکام ماند.
در هنگام دستگیری او ۲٫۵ میلیارد تومان پول نقد نیز از او کشف شد و ۱۶قبضه سلاح.

## دارایی
تمساح خلیج‌فارس با آنکه سن کمی داشت و فقط تحصیلات ابتدایی را گذرانده بود دارای گردش مالی‌ای بالغ بر ۲۸ هزار میلیارد تومان بود و همچنین دارای تعداد متعددی خانه و مقدار زیادی پول نقد بود.
پس از تحقیقات چندساله تعداد زیادی املاک زراعی، ۶۵ منزل مسکونی، چندین فروند شناور از قبیل لنج و قایق، ۱۶ دستگاه انواع خودرو و ۶ قبضه اسلحه شکاری از وی کشف و ضبط شد و دارایی خالص او ۲۰۰۰میلیارد تومان تخمین زده شد.
مجموع قیمت املاک در تصرف او به تنهایی به ۵۰۰ میلیارد تومان می‌رسید.

## محاکمه
محاکمه عیسی زمین‌گرفته به دلیل حجم وسیع فعالیت‌های او چندسال به طول انجامید و با آنکه در سال ۱۳۹۳ دستگیر شده بود و حکم اعدام او قطعی به نظر می‌رسید اما بررسی اموال به دست آمده او و همچنین تحقیقات بیشتر باعث به طول انجامیدن دادگاه او شد و سرانجام در بهمن‌ماه سال ۱۳۹۸ با حکم دادگستری هرمزگان اعدام شد.
او اعتراف کرده بود که در مدت ۲سال از مسیر مرزهای آبی توانسته بیش از ۴۰۰ تن موادمخدر وارد کشور کند. فعالیت‌های او محدود به ایران نبوده و در کشورهای پاکستان و افغانستان نیز فعالیت داشته که همین موضوع باعث پیچیدگی پرونده او بود.
در مجموع عیسی زمین‌گرفته و ۱۸نفر از اعضای گروه‌ش به ۴۲۰ سال حبس و ۲۱۰ میلیارد تومان جزای نقدی محکوم شده‌اند.